# Myctophum
Myctophum – rodzaj morskich ryb świetlikokształtnych z rodziny świetlikowatych (Myctophidae).

## Klasyfikacja
Gatunki zaliczane do tego rodzaju:
- Myctophum affine – świetlik metaliczny[3]
- Myctophum asperum
- Myctophum aurolaternatum
- Myctophum brachygnathum
- Myctophum fissunovi
- Myctophum lunatum
- Myctophum lychnobium
- Myctophum nitidulum
- Myctophum obtusirostre
- Myctophum orientale
- Myctophum phengodes
- Myctophum punctatum – świetlik tępogłowy[4], świetlik[5]
- Myctophum selenops
- Myctophum spinosum

Gatunkiem typowym jest M. punctatum.

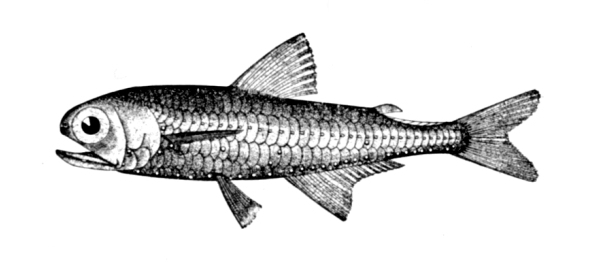
Myctophum affine
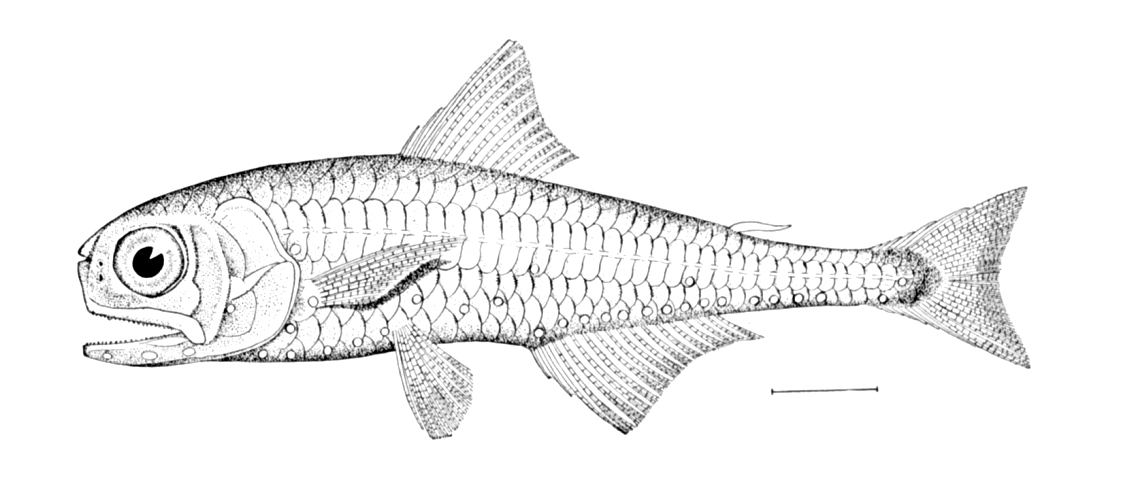
Myctophum asperum
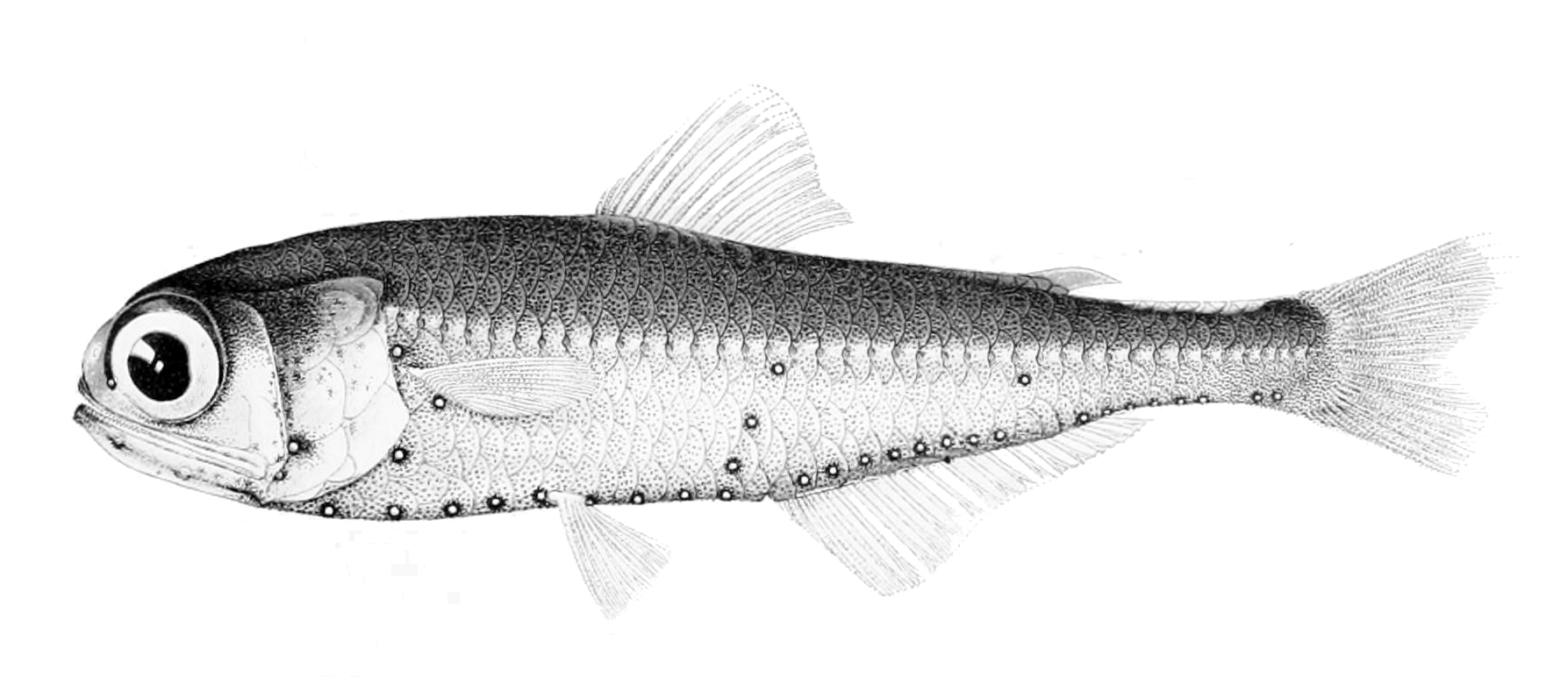
Myctophum nitidulum
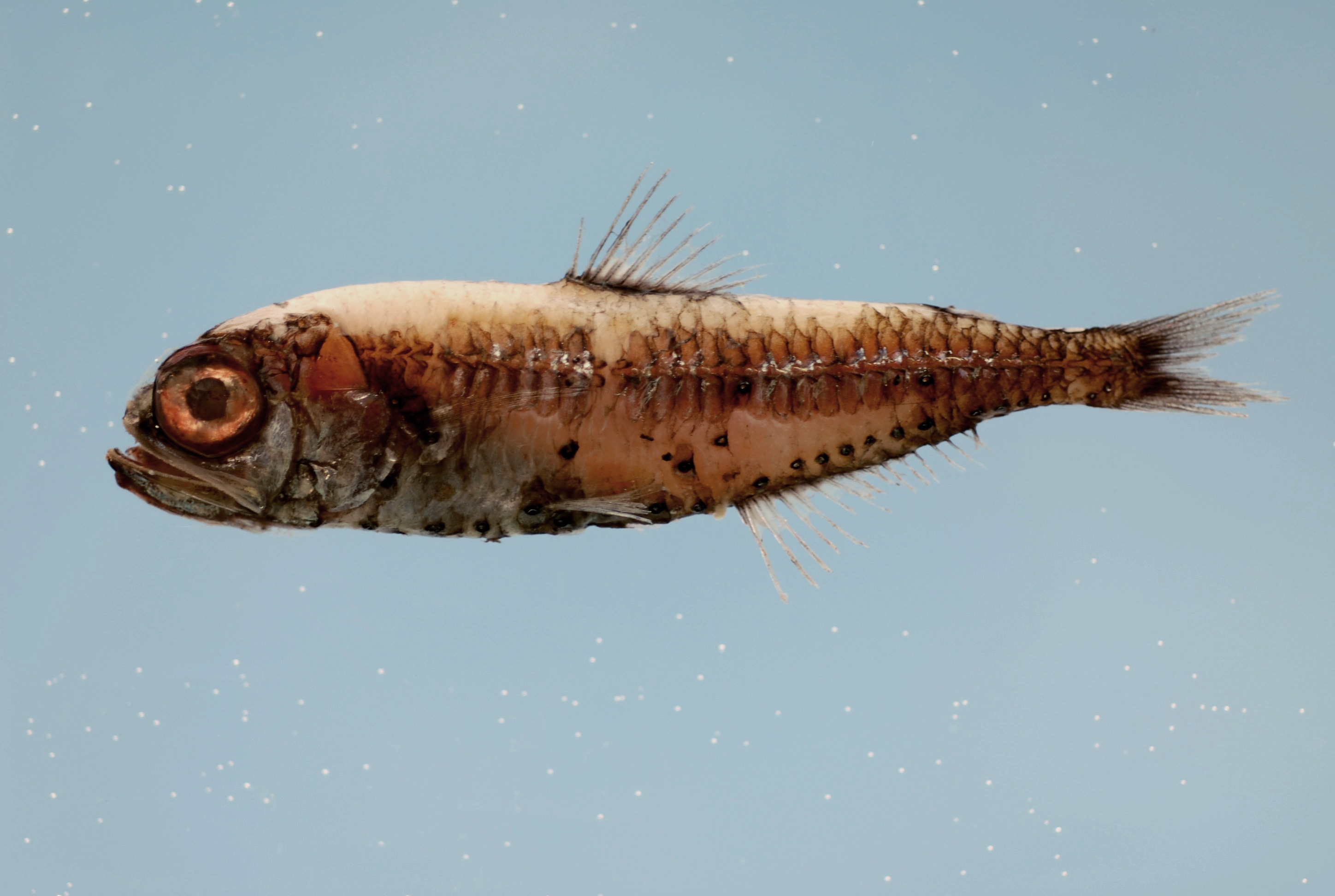
Myctophum obtusirostre
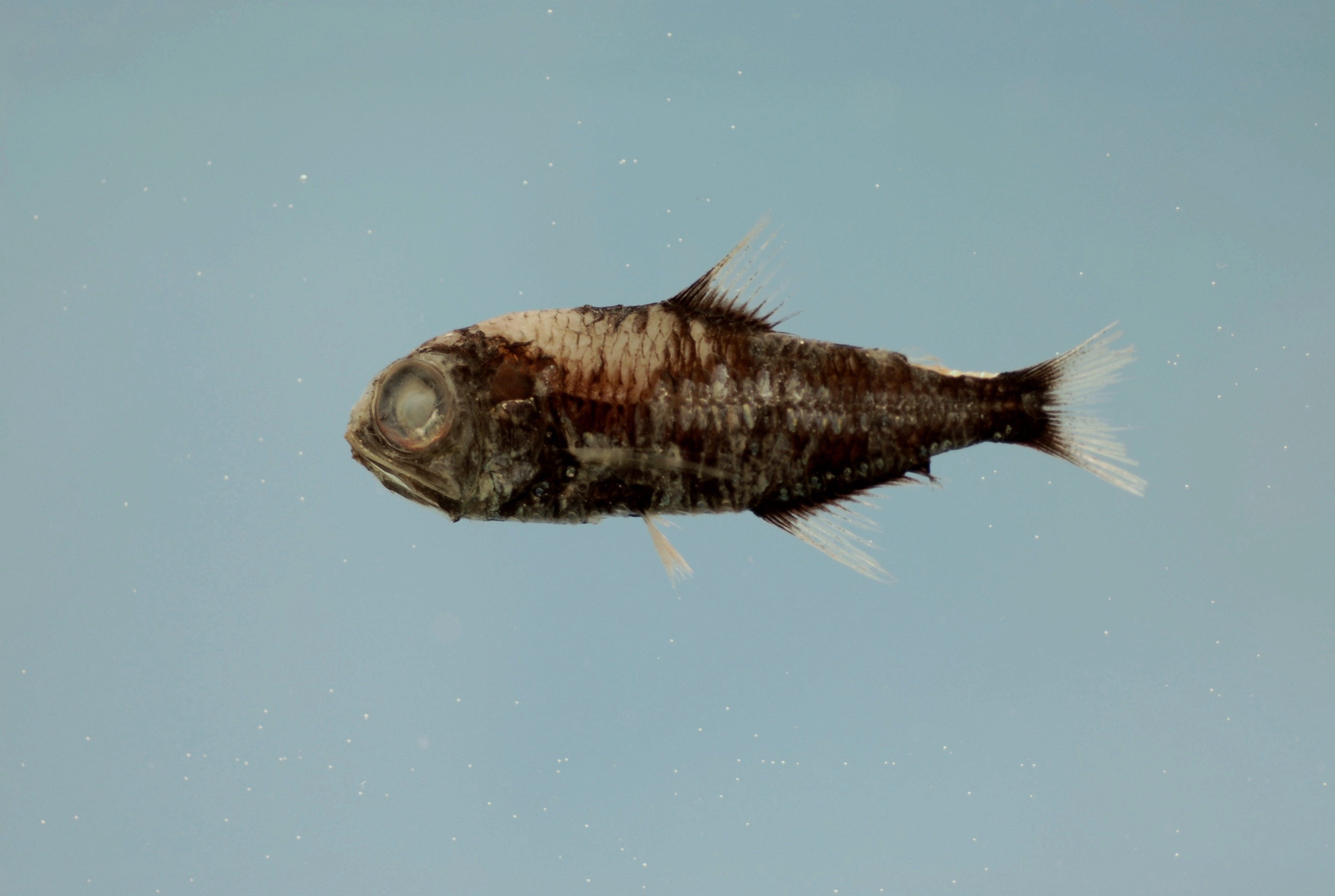
Myctophum selenops